# Uprchlický tábor Moria
Uprchlický tábor Moria, celým názvem Recepční a identifikační středisko Mória (řecky: Κέντρο Υποδοχής και Ταυτοποίησης Μόριας), je dnes již zaniklý uprchlický tábor na řeckém ostrově Lesbos. Původní kapacita tábora byla přibližně 3000 lidí, po evropské migrační krizi 2015 byla kapacita několikanásobně překročena. K 2. dubnu 2020 žilo v táboře přibližně 20 tisíc běženců.
Tábor zanikl po masivním požáru 8. září 2020, jenž zničil 99 % tábora..

## Historie
Uprchlický tábor Moria vznikl v roce 2015 jako dočasný kemp pro žadatele o azyl (tzv. hotspot). Dle původních plánů řecké vlády se běženci v táboře měli zdržovat týdny, maximálně nižší jednotky měsíců. Vznik byl iniciován migrační vlnou ve stejném roce, kdy pouze na samotný ostrov Lesbos dorazilo přes 400 tisíc běženců. V táboře vzniklo v roce 2016 několik požárů, během jednoho z nich uhořela ve stanu žena s dítětem. Tento incident vyvolal vlnu nepokojů, při níž byl tábor zapálen samotnými obyvateli.
V září roku 2020 zachvátily tábor dva požáry, které zničily téměř všechny stany, obytné buňky, kanceláře a kliniku. Příčinou požáru bylo pravděpodobně žhářství ze strany samotných běženců, kteří byli frustrováni kompletní uzávěrou tábora z důvodu výskytu nemoci covid-19. V době požáru bylo v táboře okolo 12 tisíc lidí. Řecká policie s předstihem utvořila kordony, aby zabránila obyvatelům Morie před vstupem do města Mytiléna a tábora Kara Tepe.

## Kontroverze
Mnozí odborníci a zástupci neziskových organizací, jenž působili v táboře Moria, od počátku upozorňovali na nevyhovující podmínky k životu. V táboře byl nedostatek toalet, sprch i výdejen jídla. Postupem času se začal projevovat i nedostatek zdravotní péče. V táboře často docházelo k sexuálnímu násilí. Dle svědectví organizace Lékařů bez hranic byla situace v táboře natolik vážná a emocionálně náročná, že docházelo k pokusům o sebevraždu u malých dětí.
V roce 2016 navštívil tábor tehdejší generální tajemník OSN Pan Ki-mun, který následně odsoudil detenci lidí v uprchlických táborech.